# آناتولی پتروویچ الکساندروف
 آناتولی پتروویچ الکساندروف (روسی: Анатолий Петрович Александров؛ زاده ۱۳ فوریهٔ ۱۹۰۳ – درگذشته ۳ فوریه ۱۹۹۴) یک فیزیک‌دان اهل روسیه بود.
وی همچنین برنده جوایزی همچون نشان زرین لومونسف شده است.